# Nazionale olimpica di calcio del Venezuela
La nazionale olimpica venezuelana di calcio è la rappresentativa calcistica del Venezuela che rappresenta l'omonimo stato ai giochi olimpici.

## Storia
La nazionale olimpica del Venezuela ha partecipato ai giochi olimpici una sola volta, nell'edizione del 1980. Nella torneo venne subito eliminata nella fase a gruppi arrivando terza, grazie a una vittoria per 2-1 contro lo Zambia, e due sconfitte contro l'URSS per 4-0 e contro Cuba per 2-1.

## Statistiche dettagliate sui tornei internazionali

### Giochi olimpici
| Anno | Luogo             | Piazzamento      | V | N | P | Gol |
| ---- | ----------------- | ---------------- | - | - | - | --- |
| 1952 | Helsinki          | Non partecipante | - | - | - | -   |
| 1956 | Melbourne         | Non partecipante | - | - | - | -   |
| 1960 | Roma              | Non partecipante | - | - | - | -   |
| 1964 | Tokyo             | Non partecipante | - | - | - | -   |
| 1968 | Città del Messico | Non qualificata  | - | - | - | -   |
| 1972 | Monaco di Baviera | Non qualificata  | - | - | - | -   |
| 1976 | Montréal          | Non partecipante | - | - | - | -   |
| 1980 | Mosca             | Primo turno      | 1 | 0 | 2 | 3:7 |
| 1984 | Los Angeles       | Non qualificata  | - | - | - | -   |
| 1988 | Seul              | Non qualificata  | - | - | - | -   |
| 1992 | Barcellona        | Non qualificata  | - | - | - | -   |
| 1996 | Atlanta           | Non qualificata  | - | - | - | -   |
| 2000 | Sydney            | Non qualificata  | - | - | - | -   |
| 2004 | Atene             | Non qualificata  | - | - | - | -   |
| 2008 | Pechino           | Non qualificata  | - | - | - | -   |
| 2012 | Londra            | Non qualificata  | - | - | - | -   |
| 2016 | Rio de Janeiro    | Non qualificata  | - | - | - | -   |
| 2020 | Tokyo             | Non qualificata  | - | - | - | -   |
| 2024 | Parigi            |                  | - | - | - | -   |